# Nabinaud
Nabinaud – miejscowość i gmina we Francji, w regionie Nowa Akwitania, w departamencie Charente.
Według danych na rok 1990 gminę zamieszkiwało 90 osób, a gęstość zaludnienia wynosiła 15 osób/km² (wśród 1467 gmin regionu Poitou-Charentes Nabinaud plasuje się na 896. miejscu pod względem liczby ludności, natomiast pod względem powierzchni na miejscu 1032.).